# Zbigniew Maniecki
Zbigniew Maniecki, znany w USA jako Jason Maniecki (ur. 15 sierpnia 1972 w Rabce) – polski zawodnik futbolu amerykańskiego w lidze NFL. Grał na pozycji defensive tackle w Tampa Bay Buccaneers. Absolwent University of Wisconsin-Madison.

## Kariera w NFL
W 1996 został wybrany w piątej rundzie draftu przez drużynę Tampa Bay Buccaneers. W swoim pierwszym sezonie rozegrał pięć meczów, w 1997 zagrał w dziesięciu meczach, w ostatnim sezonie grał trzy mecze.